# Copidognathus brachystomus
Copidognathus brachystomus is een mijtensoort uit de familie van de Halacaridae. De wetenschappelijke naam van de soort is voor het eerst geldig gepubliceerd in 1940 door Viets.